# 高木晴夫
髙木 晴夫（たかぎ はるお、1949年 - ）は、日本の経営学者。法政大学経営大学院教授。専門は組織行動学、組織とリーダーシップ。

## 概要
東京都出身。1973年慶應義塾大学工学部管理工学科卒業。1978年同大学院工学研究科博士課程単位取得退学。1984年ハーバード・ビジネス・スクール博士課程修了（経営学博士）。1978年慶應義塾大学大学院経営管理研究科助手、1985年助教授、1994年教授。2014年より法政大学経営大学院イノベーション・マネジメント研究科教授、現在は名古屋商科大学大学院教授。

## 著書
- 『ケースメソッド教授法入門』監修（慶應義塾大学出版会、2010）
- 『[新版] 組織行動のマネジメント』訳（ダイヤモンド社、2009）
- 『トヨタはどうやってレクサスを創ったのか』（ダイヤモンド社、2007）
- 『実践！日本型ケースメソッド教育』共著（ダイヤモンド社、2006）
- 『組織マネジメント戦略』監修（有斐閣、2005）
- 『人的マネジメント戦略』監修（有斐閣、2004）
- 『組織の経営学』訳（ダイヤモンド社、2002）
- 『静かなリーダーシップ』監修（翔泳社、2002）
- 『慶應ビジネス・スクール高木晴夫教授のMBA授業Live〈リーダーシップ論〉』（中経出版、2002）
- 『アントルプレナー創造』共著監修（生産性出版、2001）

## 出演
- 白熱教室JAPAN （2011年2月6日 - 2月27日、NHK、講師）